# Солџер Крик (Јужна Дакота)
Солџер Крик (енгл. Soldier Creek) насељено је место без административног статуса у америчкој савезној држави Јужна Дакота.

## Демографија
По попису из 2010. године број становника је 227.
| Група             | 2000.    | 2010.    |
| Белци             | 0 (0,0%) | 2 (0,9%) |
| Афроамериканци    | 0 (0,0%) | 0 (0,0%) |
| Азијати           | 0 (0,0%) | 0 (0,0%) |
| Хиспаноамериканци | 0 (0,0%) | 4 (1,8%) |
| Укупно            | 0        | 227      |